# Chemin de fer de Cormeilles à Glos-Montfort et extensions
Pour les articles homonymes, voir CGM.

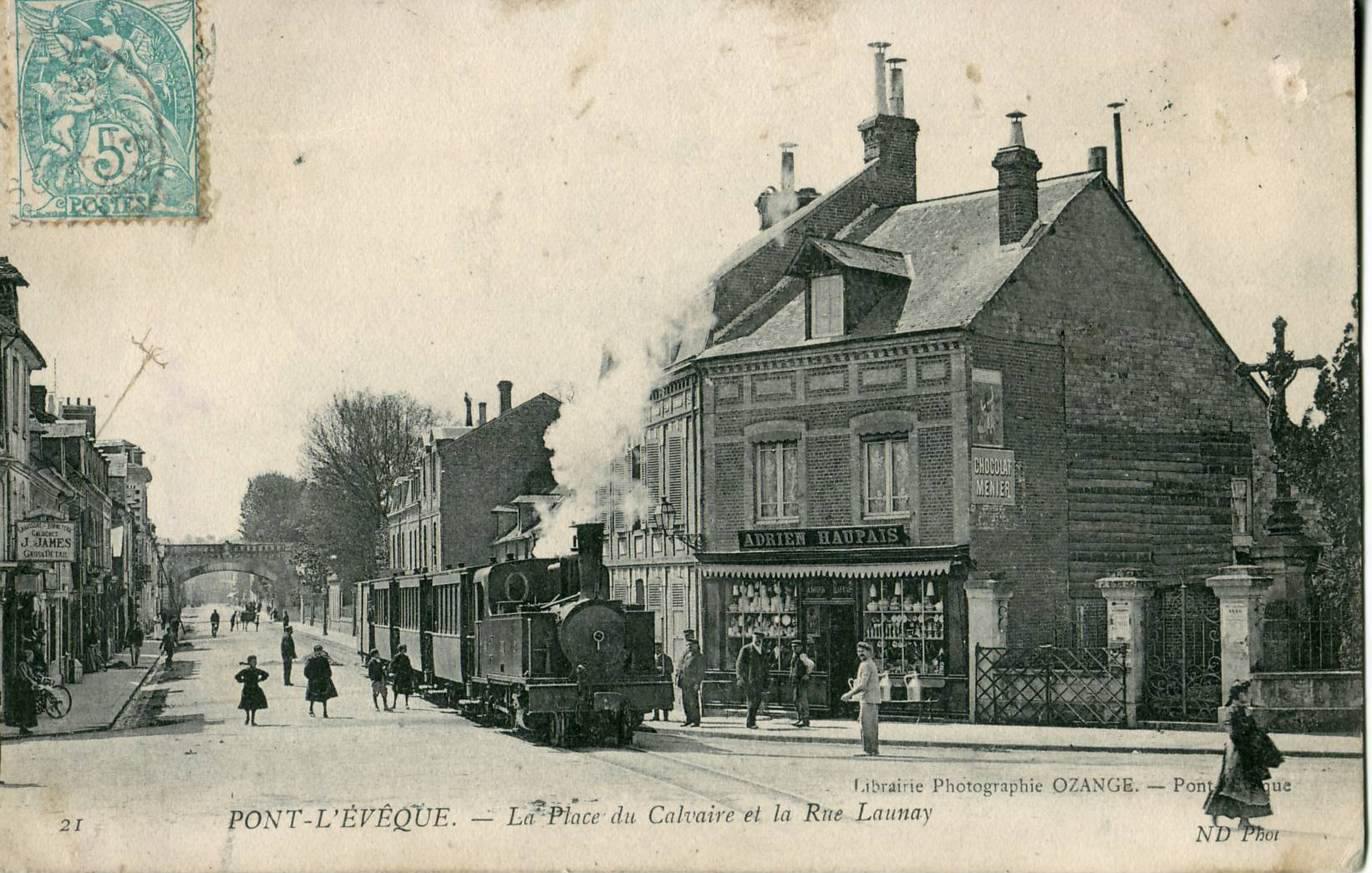
Un train à Pont-l'Évêque avec une locomotive 130T Corpet-Louvet, série 21 à 23

Le chemin de fer de Cormeilles à Glos-Montfort et extensions (CGM) est un ensemble de trois lignes de chemin de fer secondaire à voie métrique concédé par le département de l'Eure à la Compagnie des Chemins de Fer de Cormeilles à Glos-Montfort et extensions et qui a fonctionné entre 1902 et 1946 dans le département de l'Eure, et, pour une petite part, dans celui du Calvados.
Ce fut le seul réseau de chemin de fer secondaire du département de l'Eure.

## Histoire
Afin de desservir des régions du département de l'Eure isolées des lignes de chemin de fer (ligne Paris-Cherbourg, ligne de Serquigny à Glos-Montfort et Pont-Audemer, et notamment les trois chefs-lieux de cantons de Cormeilles, Saint-Georges-du-Vièvre et Thiberville, le conseil général décide en 1882 la création de 75 km. de chemin de fer d'intérêt local. Ce projet destiné à desservir le Lieuvin comprenait une ligne reliant Bernay à « une station de la ligne de Pont-l'Évêque à Honfleur » via Thiberville et Cormeilles, et Cormeilles à Glos-Montfort par Saint-Georges-du-Vièvre.
Plusieurs projets n'aboutissent pas avant que   « Laborie Frères » , constructeurs et exploitants de lignes de chemin de fer secondaires ne sollicitent le département à des conditions jugées acceptables.
Ce groupe familial exploita divers réseaux du Doubs (compagnie du chemin de fer d'intérêt local d'Andelot à Levier concédé en 1898, compagnie des chemins de fer du Doubs en 1908), de Normandie (compagnie des chemins de fer de Normandie en 1914) ainsi que le chemin de fer de Bône à La Calle (Algérie) en 1908.
Les lois du 14 avril 1899 et du 9 avril 1903 déclarent d'utilité publique à leur profit la réalisation de deux lignes de chemins de fer d'intérêt local reliant respectivement  Cormeilles à Glos - Montfort, et Cormeilles à Bernay

,.
La Compagnie du chemin de fer d'intérêt local de Cormeilles à Glos-Montfort et extensions (CGM) se substitue à Messieurs Laborie Frères qui ont obtenu la concession de ces lignes jusqu'en 1974.
Le décret du 27 septembre 1902 complète cette concession par celle de la ligne de Cormeilles à Pont-l'Évêque.
La construction des lignes est réalisée par le concessionnaire aux frais du département, qui subventionne de plus la société à hauteur de 3,8 % par an du capital de premier établissement et garantit le remboursement de 85 % du déficit annuel.
Les lignes ouvrent entre 1902 et 1905.
L'exploitation de ce réseau devient déficitaire à partir de 1920, car, outre les difficultés économiques de l'époque, la compagnie était privée d'une partie de son matériel roulant, qui n'avait pas été suffisamment entretenu pendant la Première Guerre mondiale.
Le bilan de la société concessionnaire pour l'année 1926 mentionne par exemple un montant de recettes d'exploitation de 707 424,80 F. pour un montant de dépenses d'exploitation de 1 168 744,63 F., une lourde subvention au titre de la garantie d'exploitation de 477 016,13 F. et un déficit de 14 142 F..
Pour tenter de le réduire, la compagnie décide d'utiliser des autorails dès 1921, car leur coût de circulation était bien moins important que celui des trains à vapeur, et ils pouvaient accélérer la vitesse commerciale des trains. Néanmoins, ces mesures ne suffisent pas pour contenir le déficit, qui atteint en 1932 les deux tiers des recettes.
Le département du Calvados est le premier à décider l'abandon de la ligne de Cormeilles à Pont-l'Évêque, à la fin de 1933. Celle de Cormeilles à Bernay est transférée sur route avec autocar de substitution en 1934, sauf le tronçon de Cormeilles à Piencourt-Bailleul pour les besoins du trafic de la cidrerie de Cormeilles.
La ligne de Cormeilles à Glos-Montfort, dont le tracé était le meilleur, est maintenue et rend d'importants services aux populations durant la Seconde Guerre mondiale. Toutefois, le service est limité à Pont-Authou en 1944, à la suite du bombardement d'un pont sur la Risle qui n'est pas reconstruit. Après la guerre, le trafic voyageur baisse fortement, et le trafic cidrier est supprimé, entrainant la fermeture de la dernière ligne par le Département en 1946,.

## Infrastructure

Rails. De gauche à droite, type UIC 60, type Vignole, type Broca ou à gorge, type double champignon symétrique, et asymétrique

En 1926, les lignes étaient à voie unique (avec Évitement dans les gares, constituées de rails Vignole de 20 kg/m., avec des rampes maximales de 35 pour mille, un rayon minimum des courbes de 50 m. et un gabarit du matériel roulant de 2,50 m..

### Tracé
Ce réseau de 75 km comprenait les  3 lignes suivantes :
Ligne de Cormeilles à Glos-Montfort (30 km).
La ligne, comprenant une part importante d'infrastructure hors chaussées ou accotements routiers (notamment entre Cormeilles et Lieurey et entre Saint-Georges-du-Bièvre et Glos-Montfort), a été ouverte le 3 août 1902 et déclassée le 29 novembre 1948.
Grâce à son tracé en site propre, ses caractéristiques étaient assez satisfaisantes pour un chemin de fer secondaire à voie métrique : Rayon minimum des courbes de 100 m. (exceptionnellement 70 m.) et des rampes ne dépassant pas 30 ‰.
La ligne desservait : 
- PK 0,000 : station et dépôt de Cormeilles  ;
- PK 2,171 : arrêt de Saint-Sylvestre ;
- PK 6,228 : arrêt de Morainville ;
- PK 10,455 : station de Lieurey ;
- PK 14,014 : arrêt de la Poterie-Saint-Étienne ;
- PK 19,935 : arrêt de Saint-Benoît-des-Ombres ;
- PK 21,656 : arrêt de Saint-Grégoire-du-Vièvre ;
- PK 24,282 : arrêt de Livet ;
- PK 25,666 : arrêt de Authou ;
- PK 26,740 : arrêt de Pont-Authou (terminus provisoire d'août à septembre 1902) ;
- PK 30,328 : Station de la gare de Glos-Montfort[13].

Cette dernière station, aux voies parallèles à celles de l'Ouest, se terminait par un tiroir situé près du bâtiment voyageur de l'Ouest, et où se trouvait celui du CGM. Ce terminus était précédé de 4 courtes voies permettant les manœuvres et l'accès à une voie de transbordement. La gare ne comportait pas de remise pour locomotives, tous les trains rentrant le soir à Cormeilles. Une plaque tournante et une fosse à piquer ainsi qu'une grue hydraulique surmontée d'une cuve de 4m³ complétaient les installations.
Ligne de Cormeilles à Pont-l'Évêque (17 km)

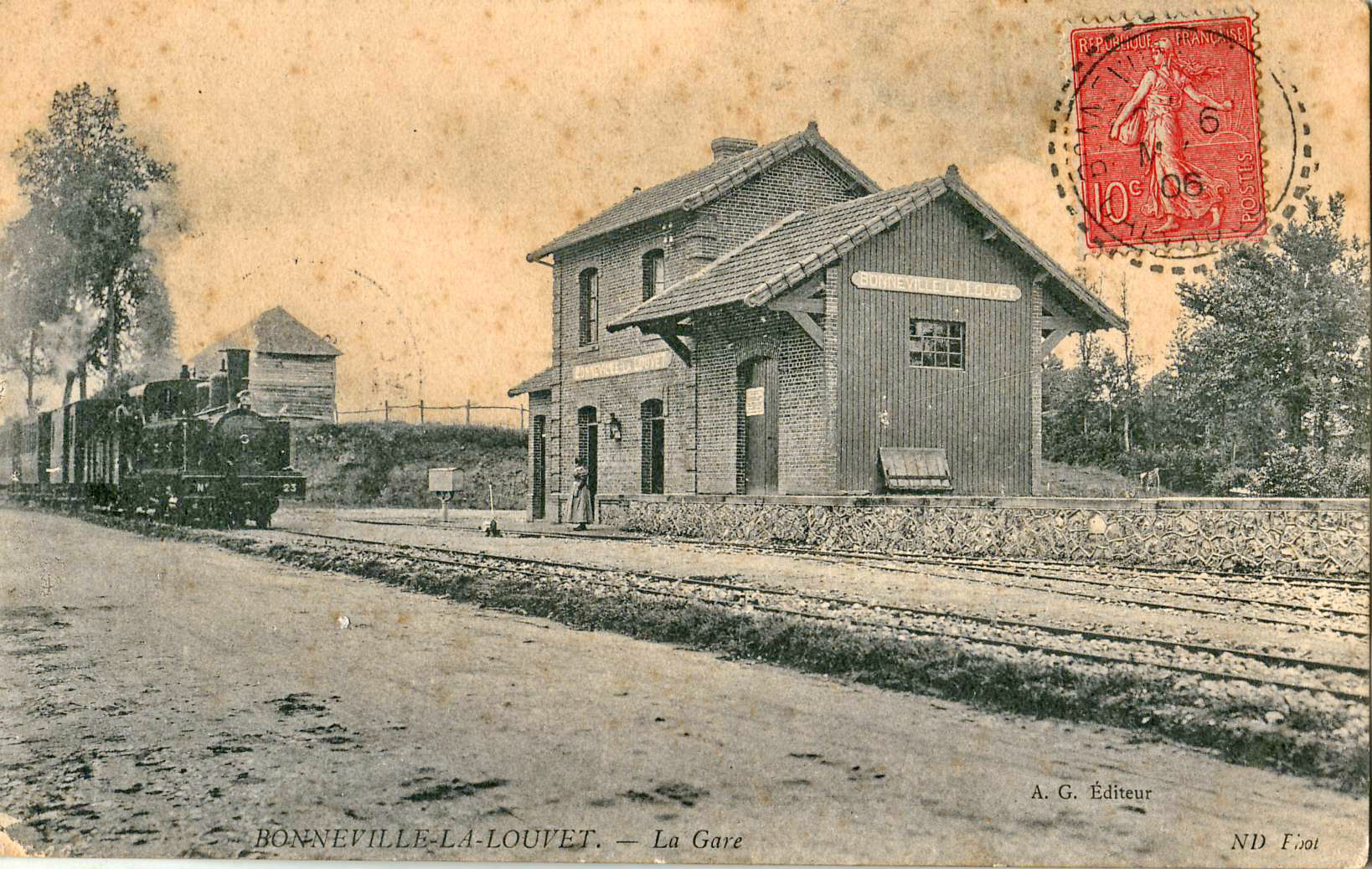
La gare de Bonneville-la-Louvet, sur la ligne de Cormeilles à Pont-l'Évêque, avant 1906

La ligne, principalement réalisée en accotement de voirie le long des RD 834 dans l'Eure et RD 534 dans le Calvados) (alors dénommées GC 137) dans la vallée de la Calonne, et située essentiellement dans le département du Calvados, est mise en service le 3 juillet 1904.
Les stations et arrêts étaient les suivantes : 
- PK 0,000 : Station et dépôt de Cormeilles ;
- PK  2,110 : limite départementale  ;
- PK 4,665 : station de Bonneville-la-Louvet ;
- PK 7,284 : arrêt de Rillegate ;
- PK 9,558 : Station des Authieux-sur-Calonne ;
- PK 12,091 : arrêt de Pont-Ernault (Vieux-Bourg) ;
- PK 15,493 : arrêt de Surville ;
- PK 17,020 : arrêt de la rue Launay (Pont-l'Évêque) ;
- PK 17,257 : Station provisoire de la gare de Pont-l'Évêque.

Le terminus de la ligne à Pont-l'Évêque, doté de 3 voies était situé 4,50 m. en contrebas de la gare de Pont-l'Évêque, reliées par une rampe de 45 m..
Cette station était dotée d'un bâtiment d'exploitation du CGM, d'une plaque tournante et d'une grue hydraulique.
Les voies du CGM se prolongeant par une rampe le long du remblai jusqu'à la cour de la petite vitesse de l'Ouest, où se trouvaient les installations de transbordement. Une voie métrique en retour s'insérait dans la voie normale de l'Ouest, formant une section à 4 rails, pour venir sous la grue de manutention de l'Ouest
La ligne cessa d'être exploitée dès 1933, le département du Calvados ne souhaitant pas engager les finances départementales pour une ligne principalement utilisée par les habitants de l'Eure.
Ligne de Cormeilles à Bernay (28 km)

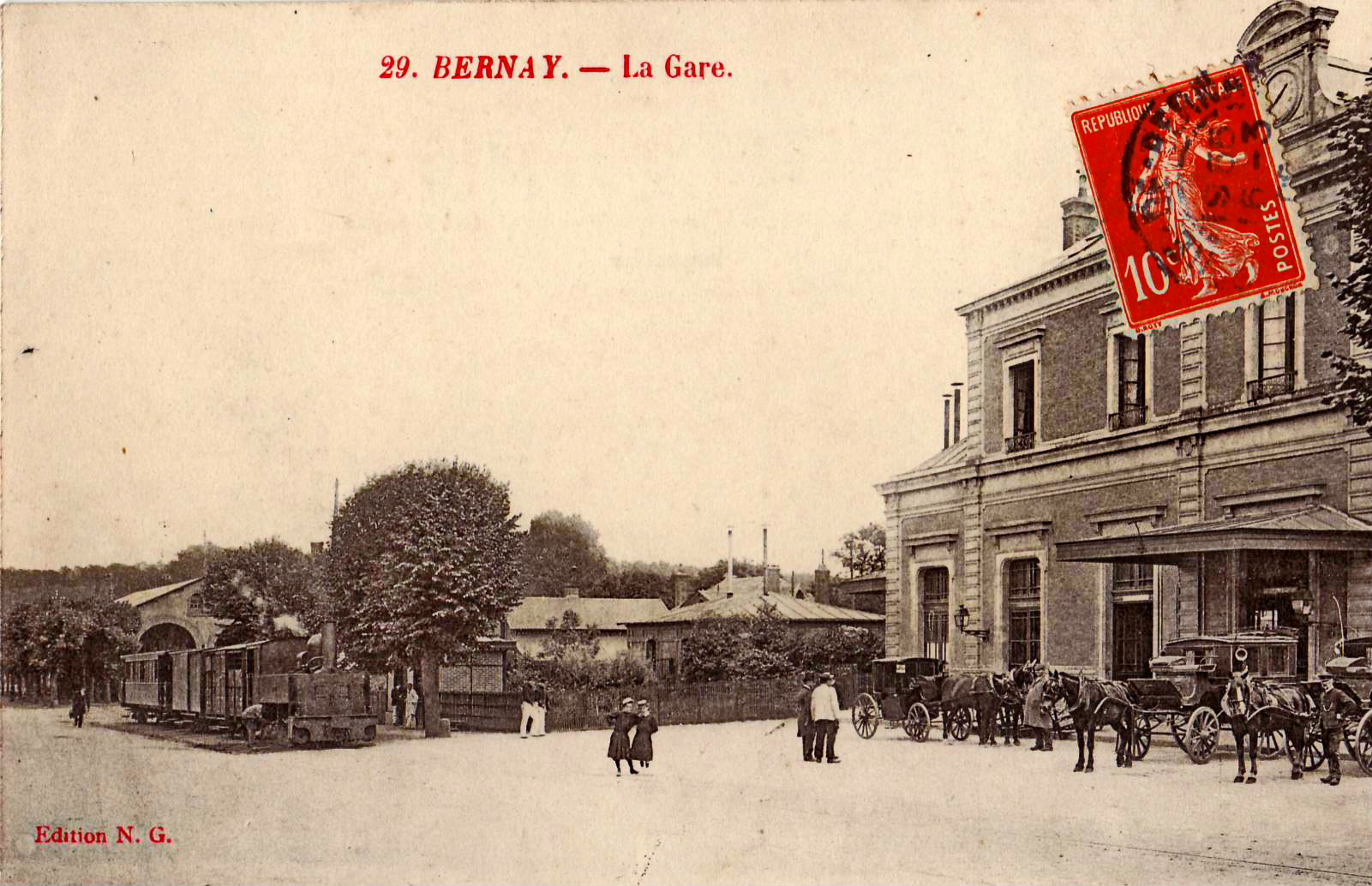
La gare de Bernay, avant la Première Guerre mondiale.
Sur la place de la gare se trouvait l'un des terminus du réseau.

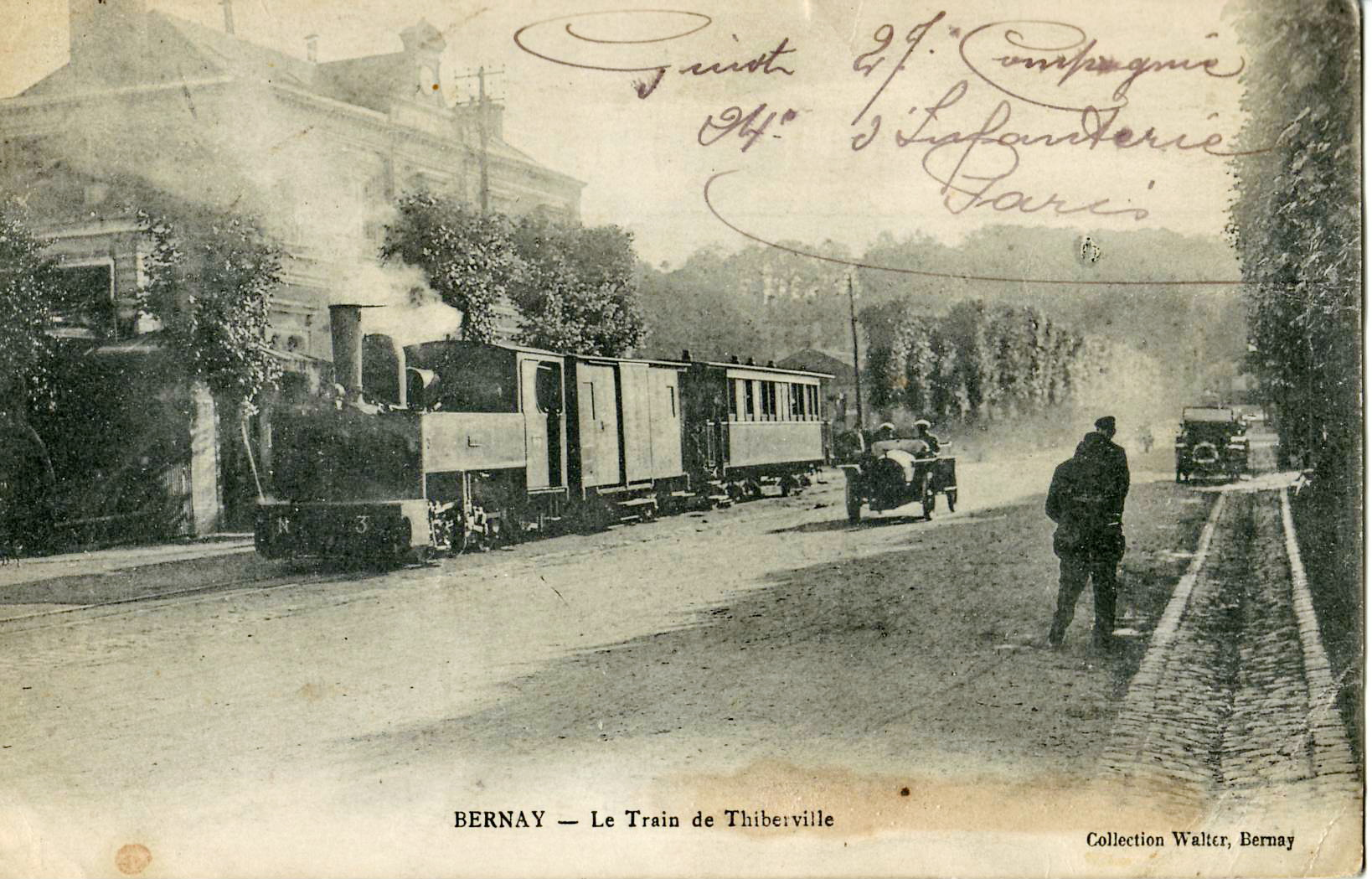
Vue en plus gros plan d'une rame tractée par la locomotive Buffaud & Robatel n°3 devant la gare de Bernay.

La ligne, construite principalement réalisée en accotement de la RD 22 de Cormeilles à Plainville, est mise en service le 12 septembre 1905 et desservait : 
- PK 0,000 : Station et dépôt de Cormeilles ;
- PK 1,329 : arrêt facultatif de Saint-Pierre-de-Cormeilles ;
- PK 3,554 : arrêt facultatif de Saint-Jeand'Asnières ;
- PK 6,984 : halte de Piencourt-Bailleul ;
- PK 9,796 : arrêt facultatif de Fontaine-la-Louvet ;
- PK 14,369 : station de Thiberville ;
- PK 16,650 : arrêt de Drucourt (ouvert dans un second temps au trafic marchandises) ;
- PK 19,924 : arrêt facultatif de Plainville-Saint-Victor ;
- PK 22,720 : arrêt facultatif du  Tilleul ;
- PK 24,671 : arrêt facultatif de La Pillette ;
- PK 28082 : station provisoire de la  gare de Bernay[18].

Bernay disposait de deux stations : l'arrêt réservé aux voyageurs, situé au terminus de la ligne, devant la gare de Bernay, où existait un bureau de la compagnie avec guichet et salle d'attente.
La gare aux marchandises, dite de Boucheville était établie au-delà, sur l'ancien terrain des abattoirs municipaux, en contrebas des voies de l'Ouest. La gare du CGM comprenait 3 voies et un bâtiment à étage  avec halle aux marchandises et quai de déchargement, une plaque tournante et une grue hydraulique établies sur le tiroir final des installations. Les voies de transbordement entre les deux réseaux étaient établies avec une rampe à chaque extrémité.
L'exploitation ferroviaire cesse courant 1934 et est remplacée par des autobus du CGM. Toutefois, un court tronçon, jusqu'à Piencourt, resta exploité pour la saison de ramassages des pommes (Cidrerie de Cormeilles).

### La gare de Cormeilles
La gare de Cormeilles était le cœur administratif et technique du réseau, et disposait du seul dépôt des trois lignes, où toutes les locomotives étaient remisées la nuit, puisque tous les trains revenaient à la Cormeilles le soir.
La gare disposait d'un bâtiment voyageurs dont une aile accueillait une buvette, desservie par 3 voies à quai destinées aux arrivées et départs dans chaque direction. S'y rajoutaient des voies pour le service des marchandises, le long d'un quai de déchargement et d'une halle à marchandisesLe dépôt était situé symétriquement aux installations marchandises et était accessible par deux traversées-jonctions depuis les voies principales.
Le dépôt comprenaient une remise à machine à deux voies de 18 m. de longueur précédé d'une plaque tournante de 5 m. de longueur,  et une remise à une voie de 33 m. de longueur, initialement destinée au voitures à voyageurs puis aux autorails.
Le ravitaillement en eau était assuré par 4 grues hydrauliques alimentées par un château d'eau de 25 m3 alimenté dans un premier temps par l'usine loicale d'électricité puis par le réseau municipal d'eau potable.
Les bureaux de la compagnie et le logement du directeur se trouvaient dans un coquet pavillon situé à l'extrémité de la gare, côté Pont-l'Évêque.
La cidrerie de Cormeilles, principal client marchandises du réseau, disposait d'un embranchement particulier du côté de la cour marchandise.

### Connexions au réseau de l'État
Le réseau disposait d'installations d'échange avec le réseau de l'État aux gares de Bernay, Glos-Montfort et Pont-l'Évêque.

## Exploitation
En mai 1914, avant les bouleversements apportés par la Première Guerre mondiale et l'Entre-deux-guerres, la desserte des trois lignes se faisaient par deux aller-retours journaliers (plus un ou deux allers retours le vendredi), la ligne de Cormeilles à Bernay ayant trois AR tous les jours de la semaine.
Il fallait alors une heure trente pour parcourir les 31 km. de Cormeilles à Glos-Montfort, 50 minutes pour les 18 km. de Cormeilles à Pont-l'Évêque et une heure vingt-cinq pour les 29 km. de Cormeilles à Bernay.
Le trafic marchandises en 1926 était principalement consacré au transport de pommes pour cidreries et distilleries, le transport de bois et de produits agricoles.
Afin d'accélérer la vitesse commerciale des trains et en réduire le coût, la compagnie expérimente très tôt, dès 1920,  les autorails utilisant deux engins dits baladeuses automotrices, peu confortables (fermées par des rideaux et un simple pare-brise)   provenant du chemin de fer forestier de la Coubre (17),, qui ont permis de rétablir les deux AR journalière,  puis 2 autorails construire par l'exploitant, et, enfin, des autorails De Dion-Bouton.

### Matériel roulant
- Locomotives[Quand ?] :
  - type 030T, Buffaud & Robatel, 1901, N° 1 à 3
  - type 040T, Corpet-Louvet , 1924, N° 11 à 12
  - type 130T, Corpet-Louvet , 1904, N° 21 à 23

- Autorails[Quand ?] : 

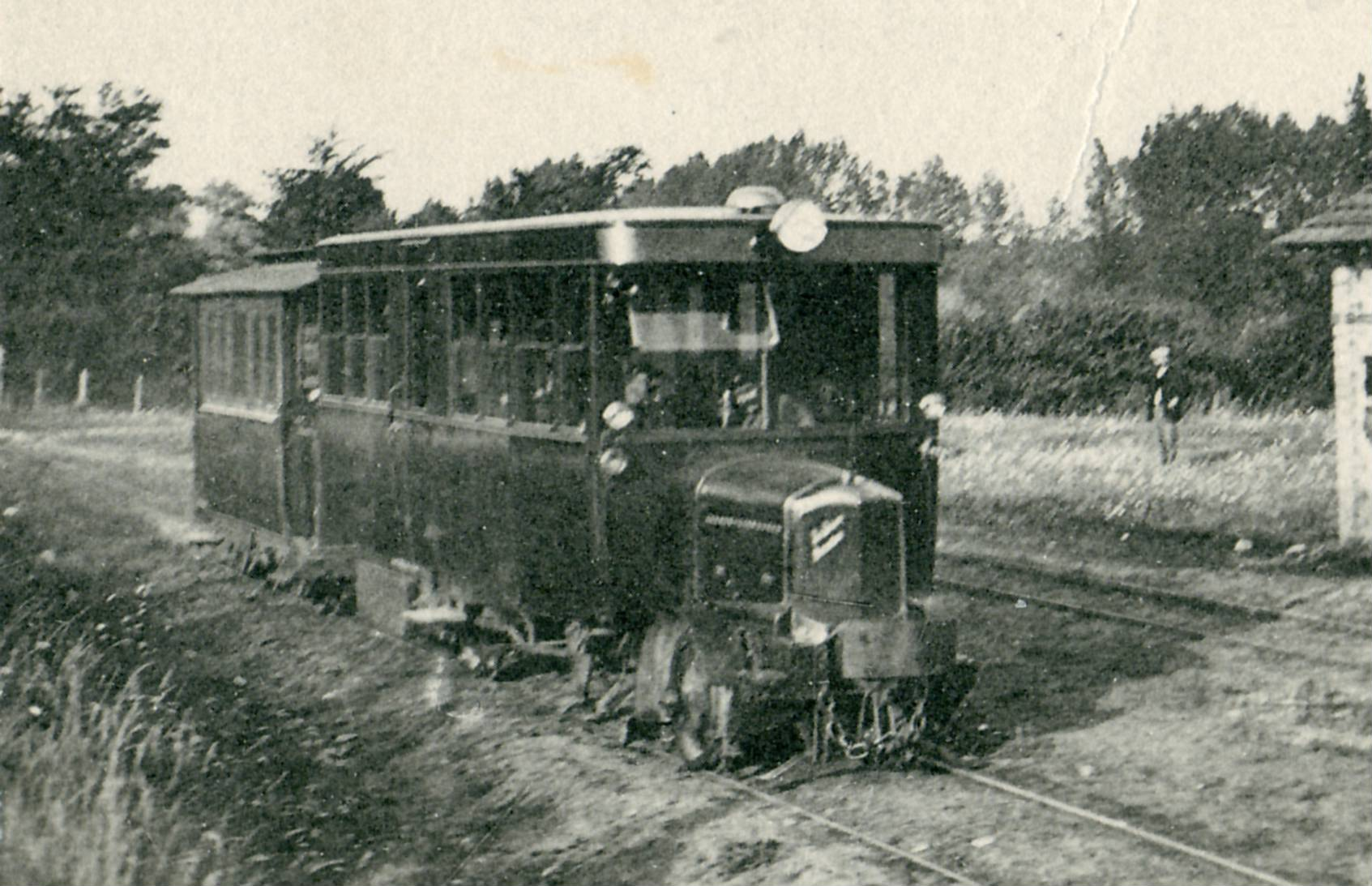
Autorail type JM De Dion Bouton du réseau de la Sarthe, comparable à ceux du CGM.

  - Deux autorails en provenance de la Forêt de la Coubre en 1920
  - Deux autorails construits par l'exploitant
  - Trois autorails De Dion-Bouton type JM2 et JM3, livrés en 1925/1931 et utilisés au moins jusqu'à la Seconde Guerre mondiale puis occasionnellement jusqu'en 1946 sur la ligne de Glos-Monfort et mutés ensuite sur les chemins de fer du Doubs.
- Un locotracteur à essence pour les manœuvres[Quand ?]
- Voitures à voyageurs[Quand ?] ;
  - voitures à bogies, plates formes extrêmes, 2 unités
  - voitures à  2 essieux, plates formes extrêmes, 11 unités
- Fourgons à bagages  à 2 essieux : 5 unités.[Quand ?]
- Wagons de marchandises à 2 essieux (30 couverts, 34 tombereaux, 13 plats, 8 plats à traverse mobiles).[Quand ?]

En 1927, le réseau disposait de 6 locomotives à vapeur à 3 essieux de 19 tonnes, 13 voitures à voyageurs, 2 automotrices à essence, 1 automotrice à gaz pauvre et 98 wagons à marchandises.